# Маргарян, Григор Сергеевич
Григор Сергеевич Маргаря́н (арм. Գրիգոր Սերգեյի Մարգարյան, 7 апреля 1964, Ереван) — депутат парламента Армении.
- 1981—1986 — Ереванский государственный университет. Юрист.
- 1979—1981 — закройщик на Ереванской фабрике «Театральные сувениры».
- 1987—1990 — инспектор по кадрам НПО «Эребуни».
- 1990—1991 — юрисконсульт промкооператива «Гор-4».
- 1991—1993 — заведующий цехом комбината глухих № 4.
- 1993—1995 — торговый представитель министерства промышленности Армении в Иране, главный специалист внешних экономических связей.
- 1998—2003 — председатель совета ОАО «Нубарашенская птицеводческая фабрика».
- 2003—2007 — был депутатом парламента. Член постоянной комиссии по государственно-правовым вопросам, а с 2004 — член постоянной комиссии по обороне, национальной безопасности и внутренним делам. Член партии «Оринац Еркир», а затем беспартийный.
- 12 мая 2007 — вновь избран депутатом. Член постоянной комиссии по вопросам европейской интеграции. Член партии «РПА».
- 6 мая 2012 — вновь избран депутатом. Член партии «ППА».